# Selaginella densifolia
Selaginella densifolia là một loài dương xỉ trong họ Selaginellaceae. Loài này được Spruce ex Hook. mô tả khoa học đầu tiên năm 1861.